# Фукудзава Юкіті

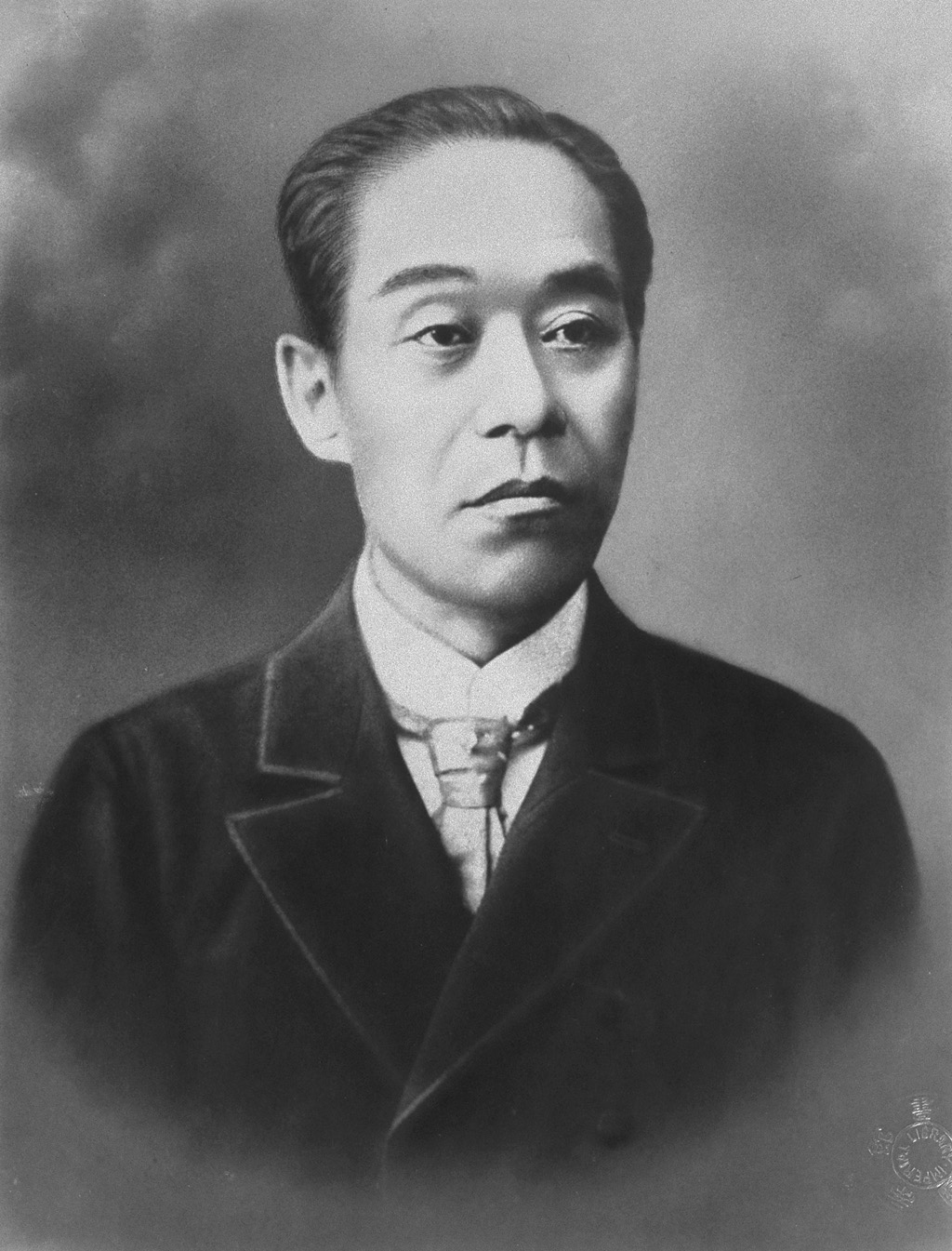

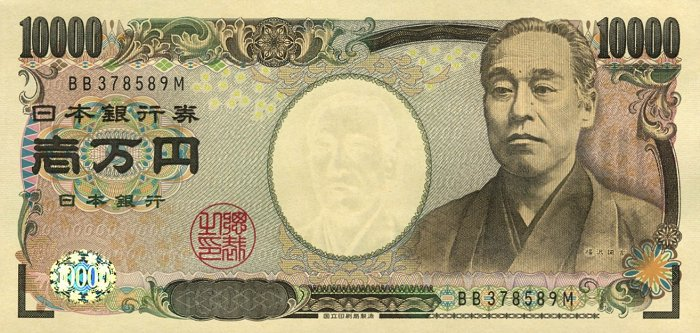
10 000 єн

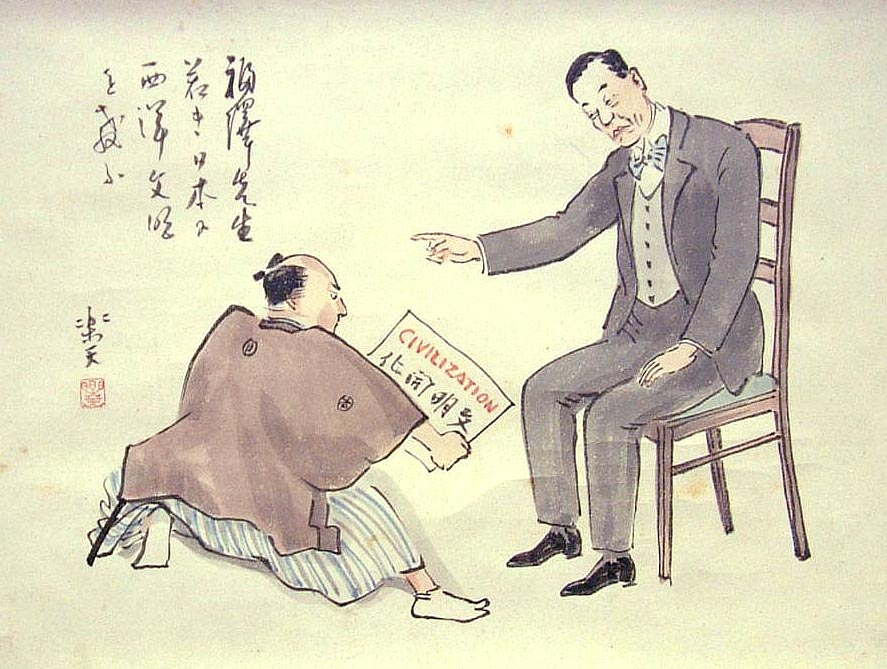
Фукудзава Юкіті повчає молоду Японію

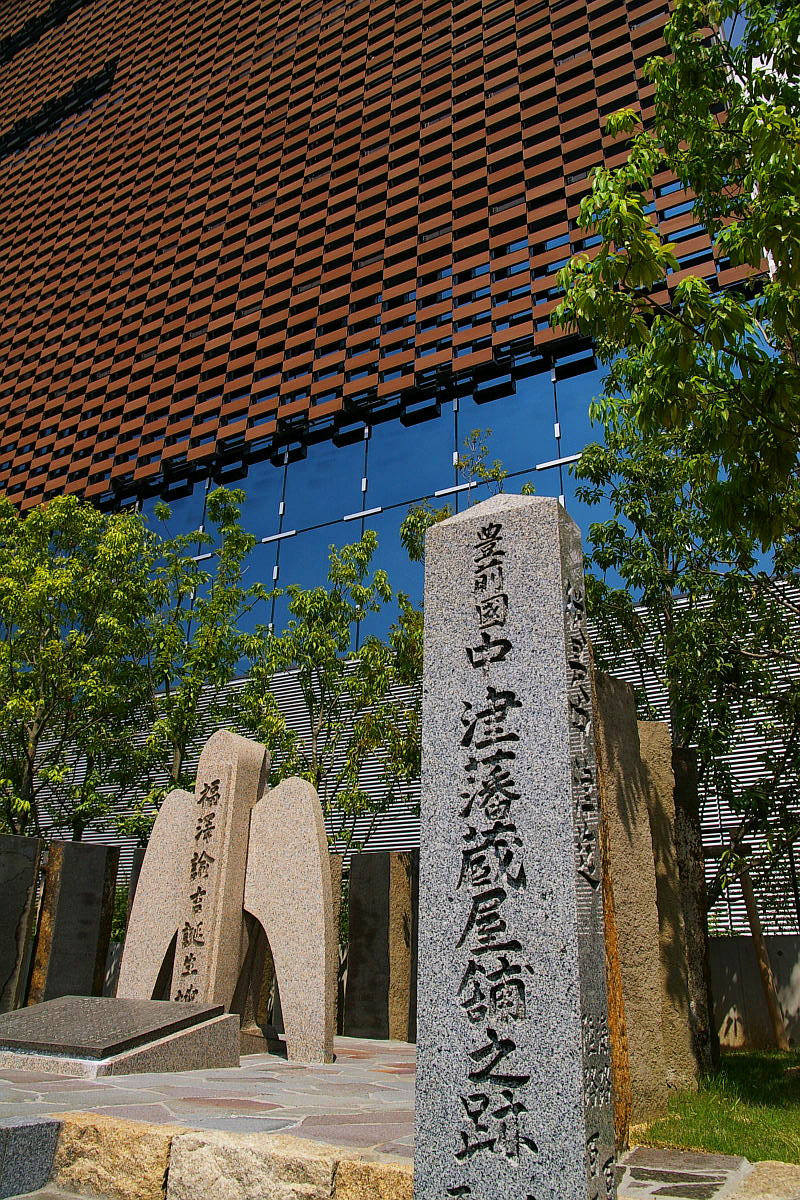
Пам'ятна стелана місці народження, Осака, район Фукусимаку, квартал Хотаруматі)

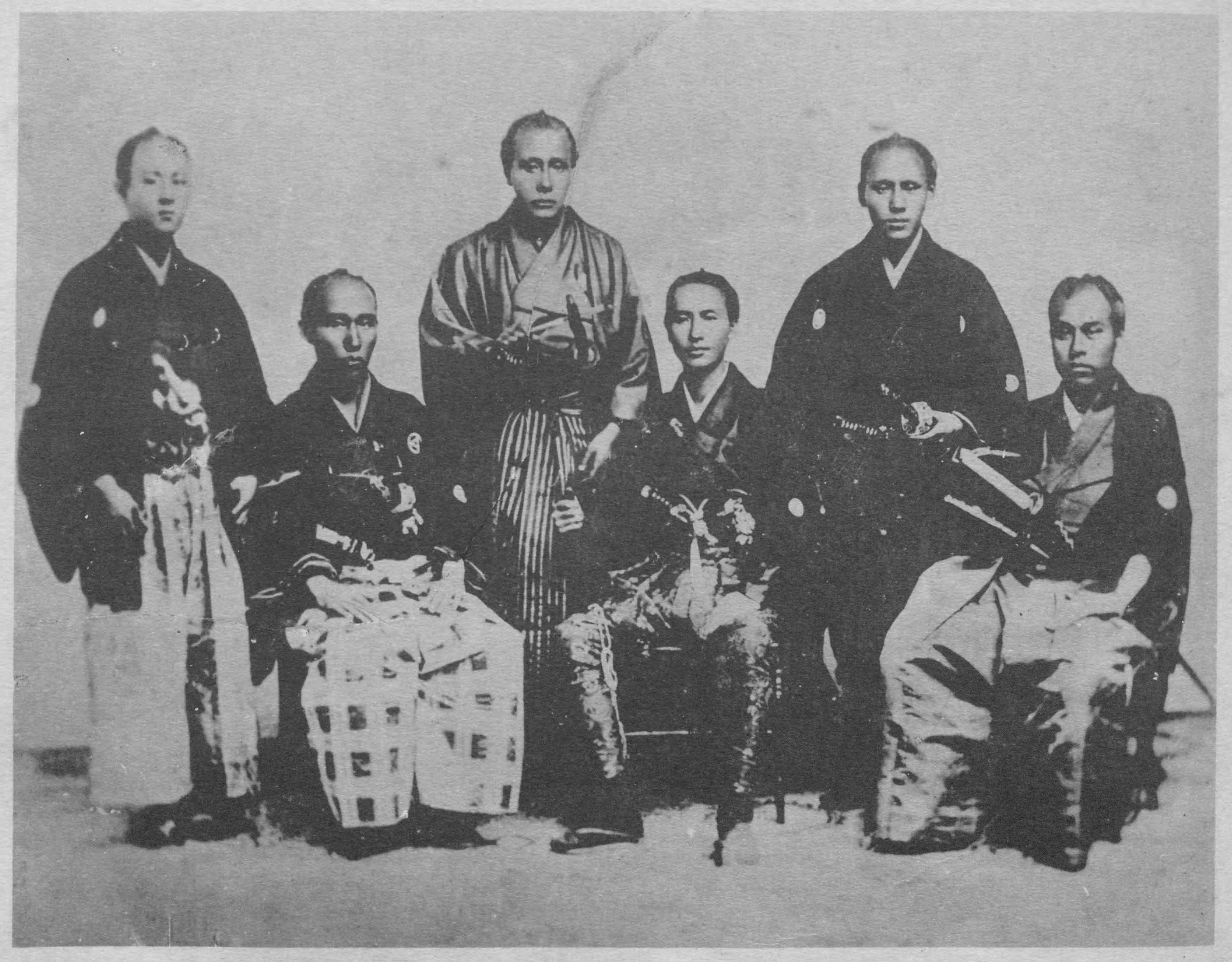
Моряки корабля Канрин Мару, члени японського посольства в США в 1860. Фукудзава Юкіті сидить праворуч

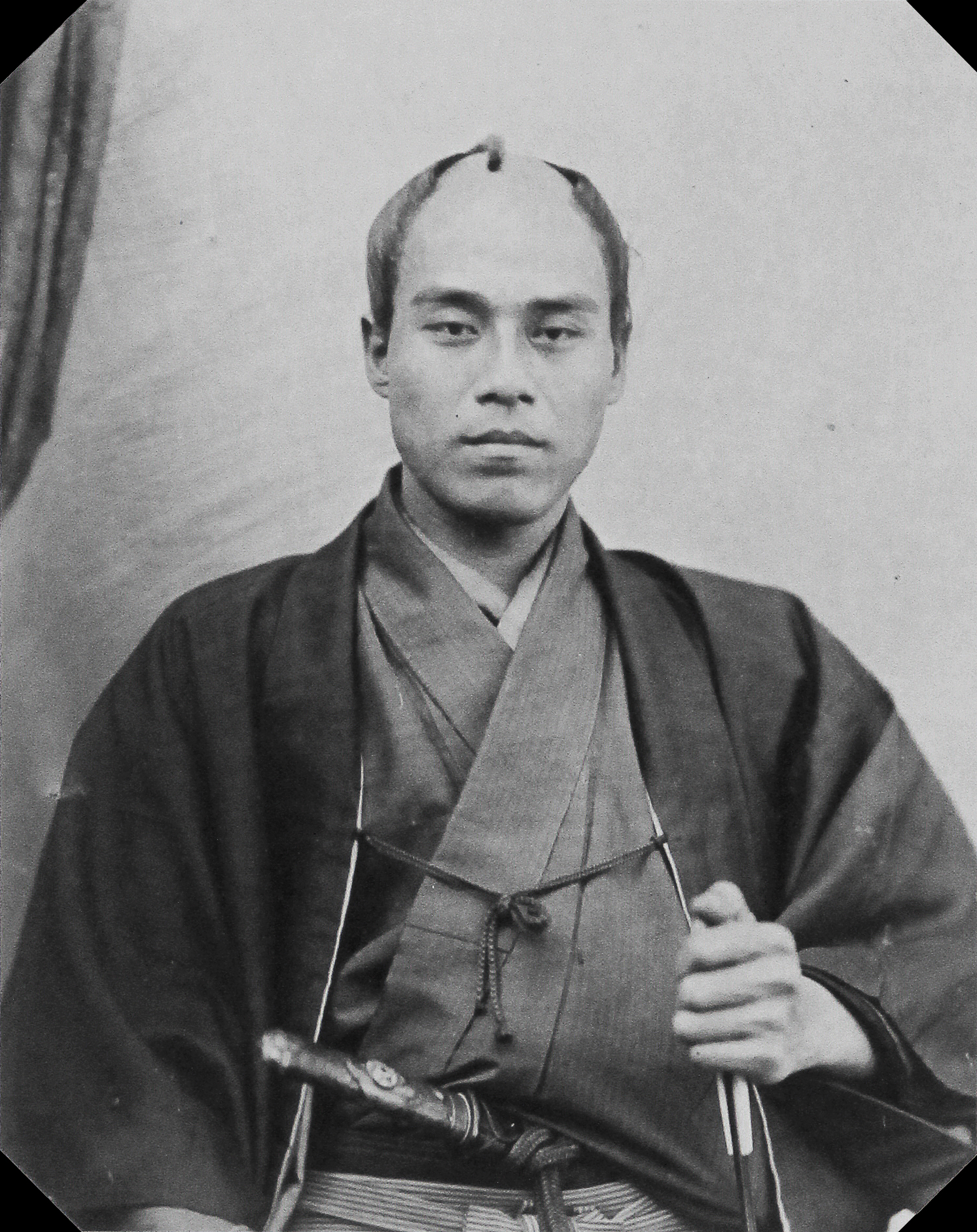
1862, Париж

Фукудза́ва Юкі́чі (яп. 【福沢諭吉】, ふくざわゆきち; англ. Fukuzawa Yukichi; 10 січня 1835—3 лютого 1901) — японський мислитель, освітянин, просвітитель. Уродженець Осаки. Самурай з уділу Накацу.
Вивчав голландські науки під керівництвом Оґати Коана. Самостійно вивчив англійську мову. Засновник приватної школи голландських наук в Едо, що перетворилася в майбутньому на Університет Кейо. Тричі відвідував Європу і Америку у супроводі посольства сьоґунату Едо. Після реставрації Мейджі 1868 року відмовився від посади в уряді, присвятивши себе питанням освіти та просвіти. Один із засновників «Товариства 1873». Видавав газету «Вісник новин». Автор просвітницьких трактатів «Ситуація на Заході» (『西洋事情』), «Заохочення до наук» (Ґакумон-но сусуме, 学問のすゝめ), «Конспект теорії цивілізацій», «Автобіографія діда Фукудзави». Виступав за повагу до незалежності — як людини, так держави. Пропагував ідеї побудови раціонального суспільства, поєднання японської світоглядної та західної господарської моделі.
Портрет Фукудзави Юкічі зображений на купюрі номіналом у 10 000 єн зразку 2004 року.